# Starshot Glacier
Starshot Glacier är en glaciär i Antarktis. Den ligger i Östantarktis. Nya Zeeland gör anspråk på området. Starshot Glacier ligger 420 meter över havet.
Terrängen runt Starshot Glacier är platt norrut, men söderut är den kuperad. Trakten är obefolkad. Det finns inga samhällen i närheten.